# Vladimir Nikolajev
Vladimir Nikolajevič Nikolajev (rusky Влади́мир Никола́евич Никола́ев, * 16. března 1959, Novočeboksarsk) je ruský vrah a kanibal z Novočeboksarsku. Maso svých obětí vydával za maso exotických zvířat a dále prodával.

## Život
Před vraždami měl Nikolajev dlouhou kriminální minulost a nejprve byl odsouzen za krádež a loupež v roce 1980.
První vražda byla podle Nikolajeva pouze „náhoda“: během pěstního souboje zabil svého opilého společníka (který měl také kriminální minulost). Odtáhl ho do svého bytu a pokusil se ho oživit studenou vodou. Když mu poté došlo, že je muž mrtvý, rozřezal jeho tělo ve vaně. Ve své výpovědi Nikolajev uvedl, že myšlenka sníst oběť ho napadla spíše spontánně až ve chvíli, kdy viděl naporcované tělo – do té doby plánoval muže pouze pohřbít.
První se rozhodl opéct stehno muže a když byl se svým kulinářským umem spokojený, napadlo ho využít i zbytek těla. Část dal známým a pět kilogramů prodal na trhu jako klokaní maso. Vydělané peníze pak utratil za alkohol.
Druhou oběť si již vybral úmyslně mezi svými známými. Její maso prodával jako „odřezky ze sajgy“. Právě chuť tohoto masa ale začala být kupujícím podezřelá a poslali jej proto na analýzu, která zjistila, že maso obsahuje i lidskou krev. Nikolajev byl krátce na to zatčen a přiznal se. Vyšetřovatelé při prohlídce jeho bytu našli i další lidské pozůstatky a vanu plnou krve.
V roce 1997 byl Vladimir Nikolajev odsouzen podle paragrafu 105, 152, 162 trestního zákona Ruské federace k trestu smrti. V roce 1999 byl ale prezidentským dekretem trest zrušen a místo smrti byl odsouzen k doživotnímu vězení. Ačkoliv Nikolajev uvedl, že obecně je proti trestu smrti, pro sebe by ho měl radši než strávit zbytek života ve vězení.
V roce 2001 byl převezen do věznice IK-6 Černý Delfín v Orenburské oblasti.

## Odkaz v kultuře
Vladimir Nikolajev byl uveden v dokumentu National Geographic „Nejhorší ruské věznice“.